# Fornyrðislag
Fornyrðislag ("oldtidsversemål") er en variant af det fælles gammelgermanske hovedversemål. Det er det almindeligste versemål i eddadigtningen, især i fortællende digte, og ses også i enkelte runeindskrifter.
En strofe består af otte linjer på fire stavelser, hvoraf to er lange og betonede med forskellig indbyrdes
stilling; herefter varieres rytmen, og der opstår
forskellige former, grundformer, hvoraf der er fem
(to trokæer, to jamber, jambe + trokæ osv.)
Der findes undertiden indblandede tre-stavelses
og fem-stavelses linjer, jævnfør kviðuháttr og málaháttr.
Hvert linjepar sammenknyttes
med rimbogstaver, hovedstav i de lige, bistav − én eller to − i de ulige linjer.
Slutningsrim findes yderst sjældent og er da vistnok
tilfældige. I digte i fornyrðislag findes kun undtagelsesvis
tilløb til omkvæd, for eksempel i Völuspá, 'Vølvens spådom' i Ældre Edda.
Fornyrðislag benyttes især i episke digte, eddadigtene.
I skjaldekvad findes fornyrðislag ikke benyttet før forholdsvis
sent, ca. 1100. Som eksempel kan følgende vers
i Karl Gjellerups oversættelse af Völuspá tjene:
Hør mig alle
hellige Slægter,
Heimdals Sønner
Store og små;
Valfader vil det,
vel skal jeg nævne
Slægters Skæbne,
jeg skued først.